# Ciudad Sáder
Ciudad al-Sadr (árabe: مدينة الصدر) es un suburbio de la ciudad de Bagdad. Es uno de los nueve distritos administrativos de Bagdad.

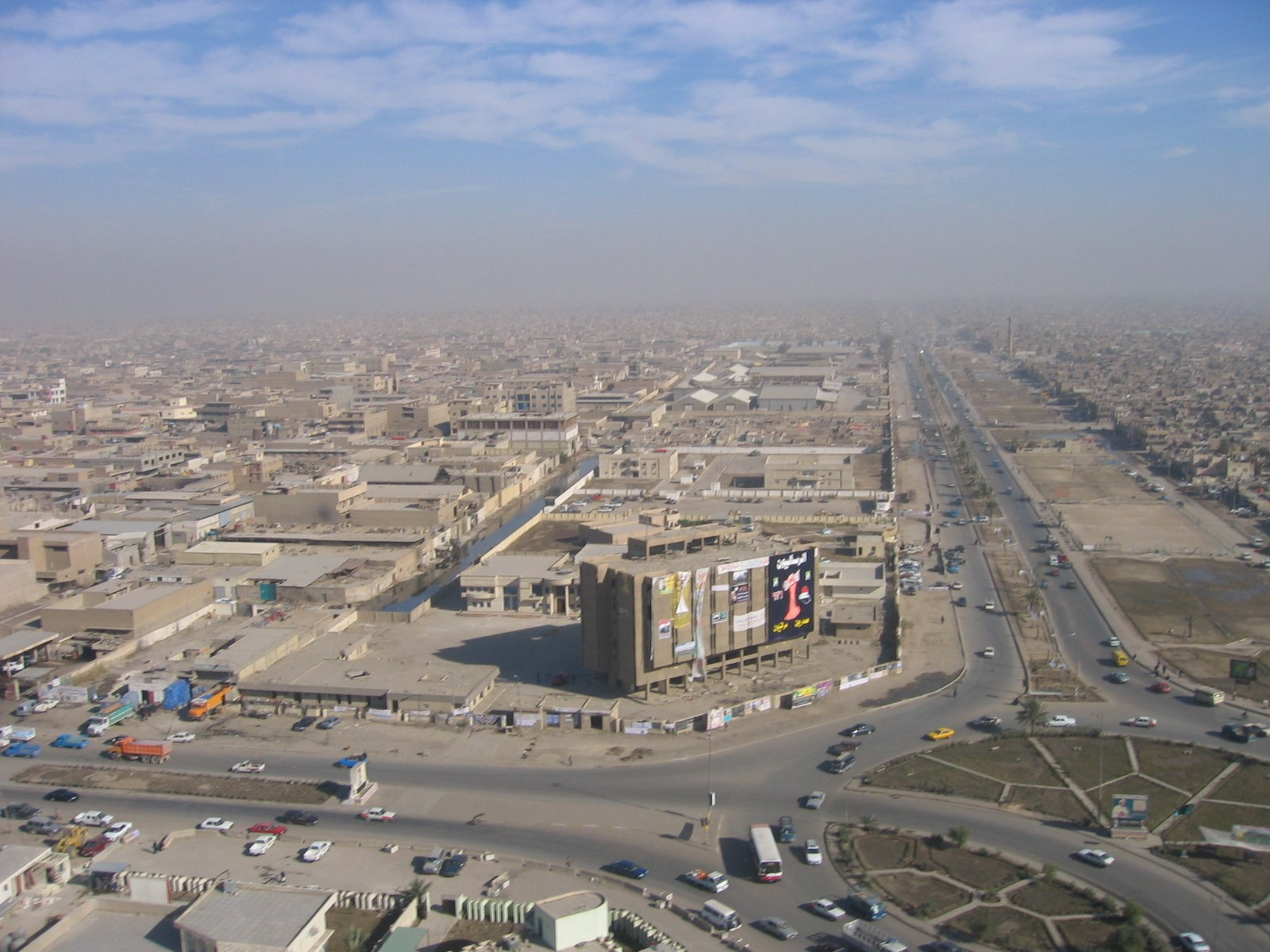
Vista de Ciudad Sadr.

## Orígenes y escenario de conflictos bélicos
Fue construida en 1959 por el primer ministro iraquí Abdul Karim Qassim y extraoficialmente pasó a denominarse más tarde Ciudad de Sadr después del fallecimiento del líder chiita Muhammad Sadeq al-Sadr.
Desde que Estados Unidos invadió Irak, el distrito ha sido objeto de diferentes batallas entre las fuerzas iraquíes y las distintas milicias.
Es un distrito de clases humildes, que han sufrido un considerable número de atentados por parte de Al-Qaeda desde el inicio de la invasión de Irak de 2003. Desde el año 2006, durante la guerra en Irak, desde Ciudad Sáder ataques de milicias (especialmente con morteros) fueron dirigidos hacia la contigua Zona Verde (Bagdad). Por ello el gobierno estadounidense decidió construir un muro cuya construcción duró dos meses, con el saldo final de 6 soldados estadounidenses muertos y 700 insurgentes muertos.